# Chaetozone dunmanni
Chaetozone dunmanni är en ringmaskart som beskrevs av McIntosh 1911. Chaetozone dunmanni ingår i släktet Chaetozone och familjen Cirratulidae. Inga underarter finns listade i Catalogue of Life.